# 함경감영
함경감영(咸鏡監營)은 조선시대의 8개 도(道) 가운데 하나였던 함경도의 행정, 사법을 담당하던 종2품 관찰사가 근무하던 곳이다. 현재의 도청(道廳) 소재지 및 도청 건물에 해당한다.

## 연혁
- 1416년(태종 16년) 9월, 함흥에 감영 설치
- 1470년(성종 원년) 2월, 감영을 영흥(永興)으로 이전[1]
- 1509년(중종 4년), 감영을 다시 함흥으로 이전
- 1895년(고종 32년) 5월, 23부제 시행에 따라 감영 폐지 : 함흥부(咸興府)로 개편
- 1896년(고종 33년) 8월, 13도제 시행에 따라 함경남도 관찰사 소재지가 됨

## 감영 건물
함흥 소재 함경감영에는 대표적으로 다음과 같은 같은 건물이 있었다.
- 선화당(宣化堂) : 종2품 관찰사의 업무 공간
- 징청헌(澄淸軒) : 관찰사의 업무 공간
- 내아(內衙) : 관찰사 가족의 생활 공간
- 지락정(知樂亭) : 감영 내에 있던 정자
- 문소관(聞韶館) : 종5품 도사의 업무 공간
- 영리청(營吏廳) : 감영에서 일하는 아전의 업무 공간
- 포정문(布政門) : 감영 정문[2]

### 감영 인근 시설
- 객사(客舍) : 각종 의례를 행하거나 감영을 방문한 관원의 숙박 용도로 사용되던 건물[3] (감영 남쪽에 위치)
- 함흥부(咸興府) : 함흥 지역의 행정, 사법, 치안을 담당하는 종5품 함흥판관(咸興判官)의 관청 (감영 서남쪽에 위치)
- 중영(中營) : 감영 소속 군사를 지휘하는 정3품 중군(中軍)의 근무 공간 (감영 남쪽, 객사 북쪽에 위치)
- 창의사(彰義祠) : 임진왜란 때 순절한 윤탁연(尹卓然), 유응수(柳應秀) 등 인물을 모신 사당 (함흥성 남문 밖에 위치)

### 감영 건물 활용
1910년에 일제강점기가 시작된 후에도 새로 청사를 신축할 시점까지 선화당 건물 등이 함경남도 도청으로 계속 활용되었으며, 한국전쟁 시기를 거치면서도 선화당과 징청헌(징청각)의 건물 두 동이 보존되었다.

## 같이 보기
- 감영
- 선화당
- 포정문